# Quarteto de cordas n.º 14 (Schubert)

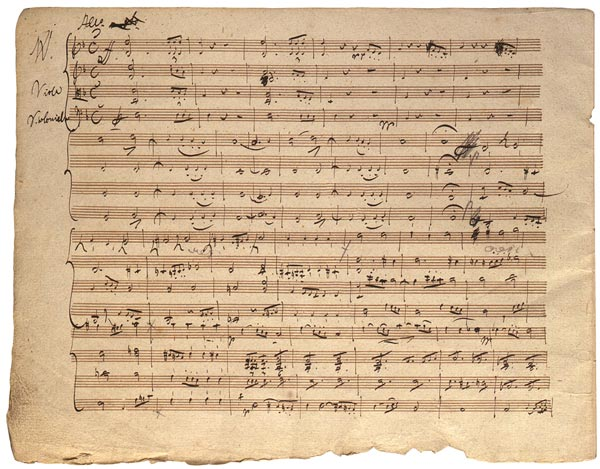
Manuscrito original do quarteto A Morte e a Donzela, de The Mary Flagler Cary Music Collection, Morgan Library, Nova Iorque

O quarteto de cordas nº 14 em ré menor, conhecido popularmente como A Morte e a Donzela (em alemão:  Der Tod und das Mädchen), de Franz Schubert, é uma importante obra de música de câmara. Composta em 1824, dois anos depois de ter descoberto que contraíra sífilis, Schubert sentia que estava morrendo, por isso, é considerada uma mensagem do compositor.
O quarteto é nomeado pelo tema do seu segundo movimento, andante con moto, o qual Schubert retomou de uma canção, um lied, escrito em 1817 com o mesmo título. É uma das obras-primas do período mais maduro de Schubert, em que a doença, sífilis, já estava em estado avançado, e o compositor estava consciente de sua morte iminente.
A primeira execução foi em 1826 em uma casa privada, e não foi publicado até 1831, três anos após a morte de Schubert. Mesmo assim, o quarteto tornou-se uma obra-prima do repertório de quartetos. Este é o D. 810 no catálogo temático das obras de Franz Schubert de Otto Erich Deutsch.

## Composição
1823 e 1824 foram anos difíceis para Schubert. Durante grande parte de 1823 ele esteve doente, a sífilis evoluíra para a infecção terciária, e em maio teve de ser hospitalizado. Em crise, entrou num desastroso acordo com Anton Diabelli para publicar alguns de seus trabalhos, e praticamente não recebeu pagamento. Sua última tentativa em ópera, Fierrabras, foi um fracasso. em uma carta para um amigo, ele escreveu,
"Pense em um homem cuja saúde nunca poderá ser restaurada, e que por desespero puro piora as coisas em vez de melhorar. Pense, e digo, em um homem cujas mais brilhantes esperanças não deram em nada, a quem o amor e a amizade são antes tortura, cujo entusiasmo pelo belo está rapidamente desaparecendo; e pergunte-se se tal homem não é verdadeiramente infeliz."
No entanto, apesar de sua má saúde, pobreza e depressão, Schubert continuou a revelar a melodiosa, leve e tranquila música que o fez célebre na sociedade vienense: o ciclo de canções Die schöne Müllerin; o octeto para quarteto de cordas, contrabaixo, clarinete, trompa e fagote; mais de 20 músicas, e numerosas peças para piano

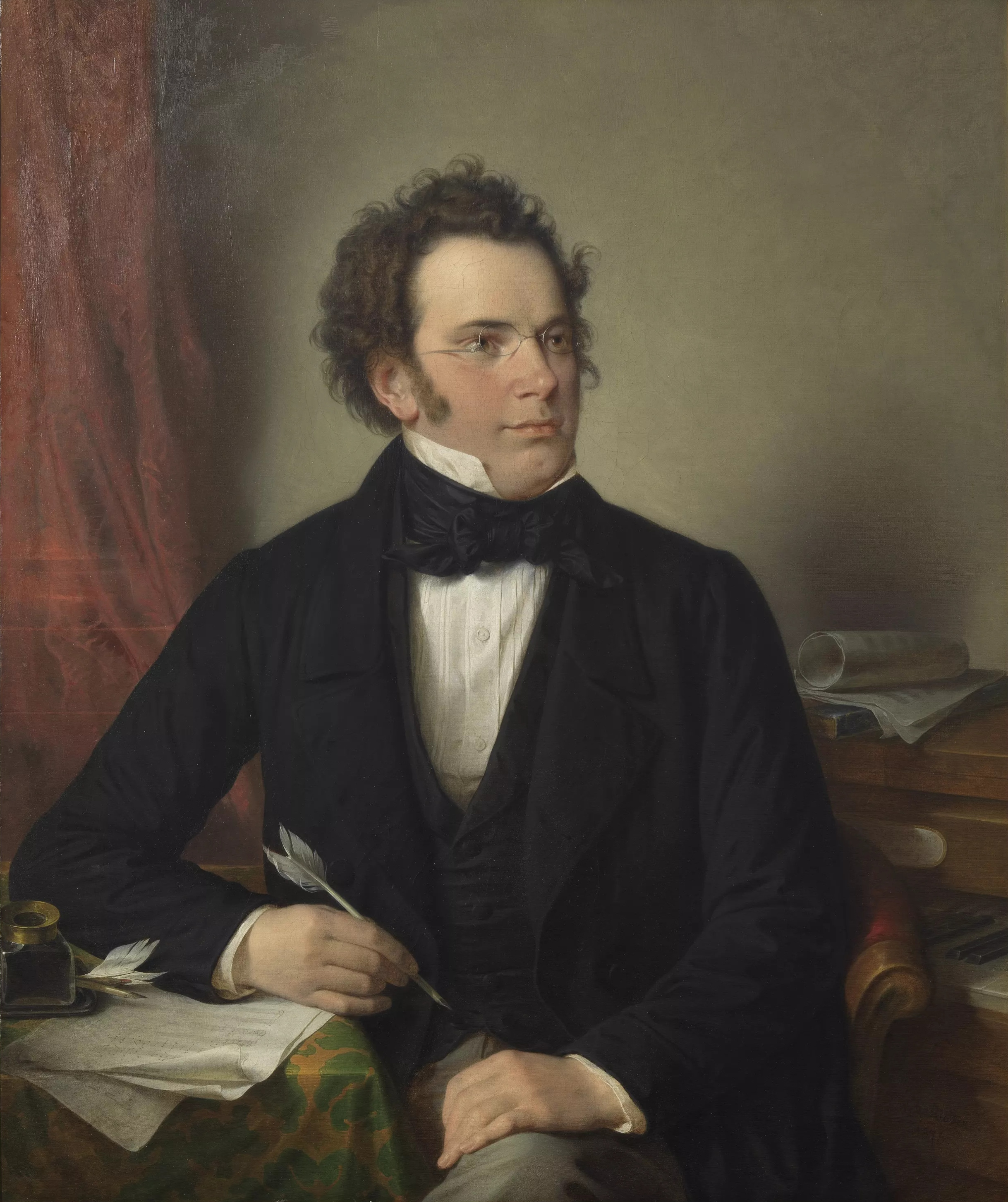
Franz Schubert, por Wilhelm August Rieder, 1825

Depois de 1820, Schubert voltou a compor quartetos de cordas, que, desde a adolescência, deixara de compor. Ele escreveu o primeiro movimento Quartettsatz em 1820, e o Rosamunde quarteto em 1824 usando um tema da música incidental escrita para uma peça que falhou. Esses quartetos são mais desenvolvidos que as suas primeiras obras. O próprio Schubert reconheceu o fato; em julho de 1824, ele escreveu para seu irmão Ferdinand, "Seria melhor que você se prendesse a outros quartetos que aos meus, pois não há nada neles..." Há várias qualidades que colocam estes quartetos maduros além das tentativas anteriores de Schubert. Nos quartetos iniciais, é o primeiro violino, principalmente, que carrega a melodia, com os outros instrumentos desempenhando papéis de apoio; nos últimos quartetos, a parte escrita é muito mais avançada, e cada instrumento tem sua característica e presença, para uma textura mais complexa e integrada. Além disso, os últimos quartetos são estruturalmente muito mais integrados, com motivos, harmonias, e texturas de uma forma recorrente que colocam a obra inteira num conjunto.
Além destas melhorias técnicas, nestes trabalhos posteriores Schubert fez do quarteto seu meio próprio. "Ele já tinha deixado de escrever quartetos para o estudo experimental, ou para o círculo familiar", escreve Walter Willson Cobbett. "Para o artista independente... Os quartetos de cordas tinham agora também se tornado um veículo para transportar para o mundo suas lutas internas."  Para Schubert, que viveu uma vida suspensa entre o lírico, romântico, encantador e dramático, caótico e deprimido, o quarteto de cordas ofereceu um meio "de conciliar seus temas essencialmente líricos com seu sentimento de expressão dramática, dentro uma forma que possibilitasse um extremo contraste de cores.", escreve o historiador musical Homer Ulrich.
Schubert escreveu o Quarteto em Ré Menor em março de 1824,  semanas depois de completar o quarteto em Lá Menor ''Rosamunde''. Ele aparentemente planejava publicar um volume de três quartetos, mas o Rosamunde foi publicado dentro de um ano, enquanto o quarteto em ré menor só foi publicado em 1831, três anos após a morte de Schubert, por Diabelli Foi executado pela primeira vez em janeiro de 1826, na casa de Karl e Franz Hacker em Viena, violinistas amadores, aparentemente com Schubert na viola.

## Inspiração
A Morte e a Donzela é um motivo comum da arte da Renascença muito utilizado na pintura, se desenvolveu da Dança Macabra, o motivo medieval, assim como outros motivos representando a Morte personificada e impotência humana.
O quarteto leva o nome do lied Der Tod und das Mädchen (A Morte e a Donzela, D.531), que Schubert escreveu em 1817 O tema da canção - uma adaptação de um poema homônimo de Matthias Claudius. O tema do lied é usado no segundo movimento do quarteto. O tema é uma sentença de morte que acompanha a canção sobre o terror e o conforto da morte:

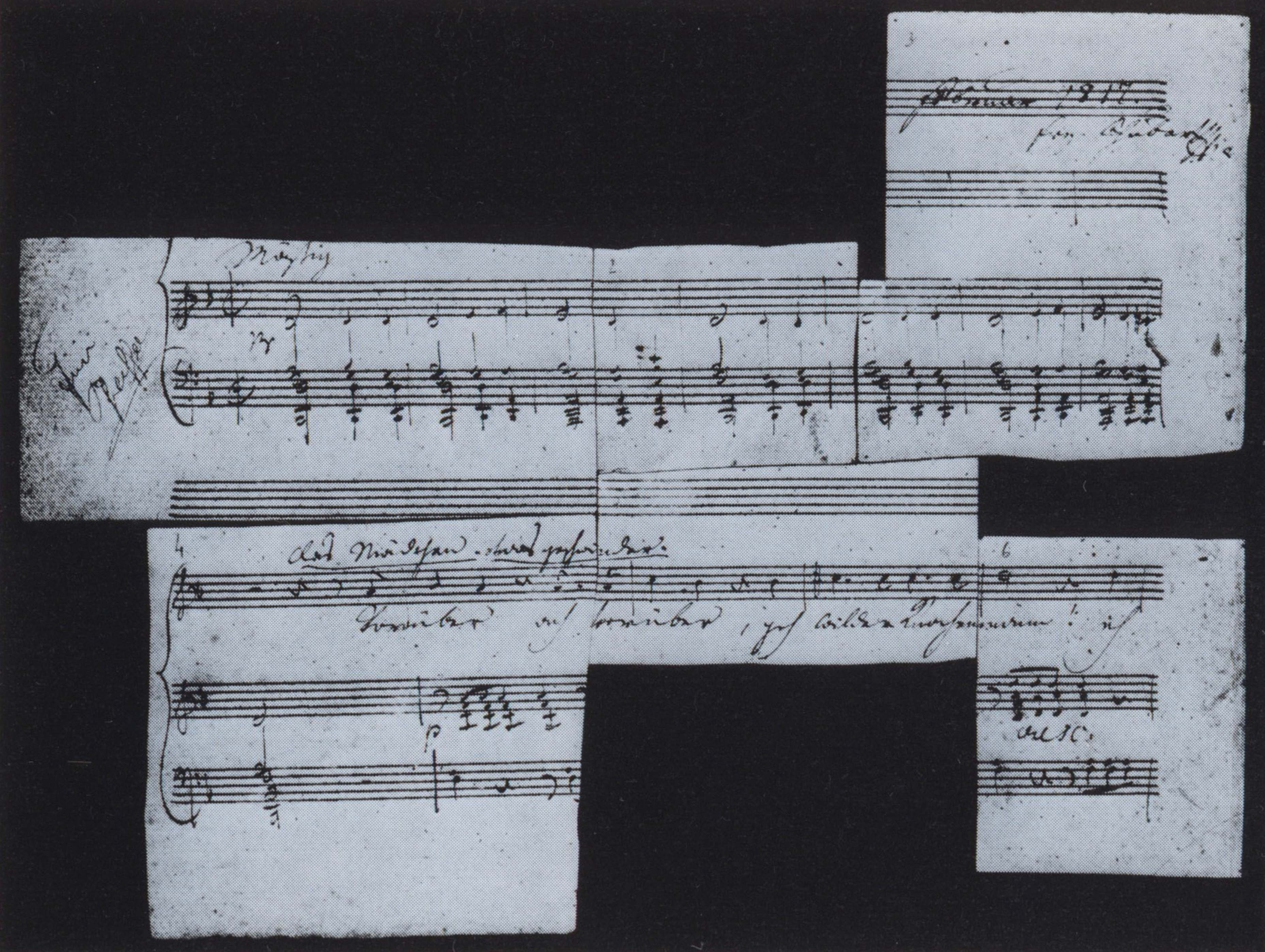
Manuscrito original do Lied A Morte e a Donzela

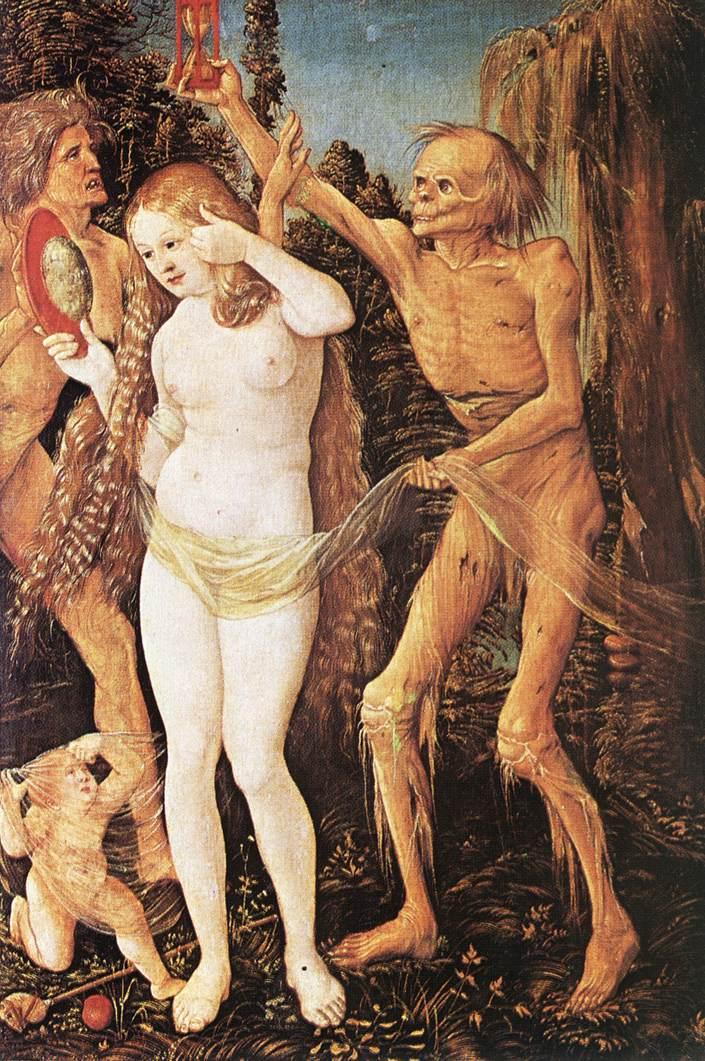
Três Idades de uma Mulher e a Morte, Hans Baldung

| Original em Alemão | Tradução para o Português |
| --- | --- |
| Das Mädchen: Vorüber! Ach, vorüber! Geh, wilder Knochenmann! Ich bin noch jung! Geh, lieber, Und rühre mich nicht an. Der Tod: Gib deine Hand, du schön und zart Gebild! Bin Freund, und komme nicht, zu strafen. Sei gutes Muts! ich bin nicht wild, Sollst sanft in meinen Armen schlafen! | A Donzela: Vá embora! Ah, vá embora! Vá, feroz homem de ossos! Eu ainda sou jovem! Vá, de preferência, E não me toque. A Morte: Dê-me sua mão, bela e delicada forma! Sou amigo, e não venho para punir. Tenha bom ânimo! Eu não sou feroz, Tranquilamente você dormirá em meus braços! |

Der Tod und das Mädchen, Hans Baldung Grien, 1517

Mas não é só este tema do quarteto que evoca a morte. A citação da música "torna explícito o tema dominante do trabalho, sua visão sombria e agourenta quase incessante", escreve Andrew Clements. Desde a violenta abertura em uníssono. O primeiro movimento executa uma corrida implacável através da dor, terror e resignação, que termina com uma acorde "morrendo" em ré menor. "A luta com a Morte é o tema do primeiro movimento, e o andante consequentemente reside nas palavras da Morte", escreve Cobbett. Depois de um movimento scherzo, com um trio que fornece a única pausa lírica do clima deprimente da peça, o quarteto termina com uma tarantella - a dança tradicional para afastar a loucura e a morte. "O finale está mais definitivamente nas características de uma dança da morte; Medonhas visões vertiginosas passadas no ritmo uniformemente inexorável da tarantella", escreve Cobbett
A evolução da sífilis, levou o compositor a um estado de desilusão da vida, esperando pela morte, que viria quatro anos mais tarde. Os anos que se seguiram ao de 1821 foram angustiantes, como o próprio compositor expressou numa carta para seu irmão Ferdinand, em 17 de julho de 1824: "Um período decisivo de reconhecimento de uma realidade miserável, que eu me esforço para embelezar, tanto quanto possível, pela minha imaginação."
A associação com a morte é tão forte que alguns analistas consideram ser programática, em vez de música absoluta. "O primeiro movimento do Quarteto A Morte e a Donzela de Schubert pode ser interpretado em um estilo quase programático, mesmo que  este seja usualmente visto como um trabalho abstrato" escreve Deborah Kessler. O teólogo Frank Ruppert vê o quarteto como uma expressão musical dos mitos religiosos Judaico-Cristãos. "Este quarteto, como muitos dos trabalhos de Schubert, é um tipo de para-liturgia" ele escreve, cada movimento é sobre um diferente episódio no processo mítico de morte e ressurreição.

## Análise
O quarteto todo é caracterizado por bruscas mudanças dramáticas de fortissimo para  pianissimo, do lírico para o dramático e atraente. tercinas servem de motivos em todos os quatro movimentos.
O quarteto é formado por quatro movimentos:
1. Allegro, em Ré Menor e compasso quaternário simples
2. Andante con moto, em Sol Menor em compasso 2/2
3. Scherzo: Allegro molto, em Ré Menor e compasso 3/4
4. Presto, em Ré Menor e compasso 6/8

### Primeiro movimento:Allegro
| Nos 14 compassos de introdução, Schubert estabelece os elementos que estarão presentes por todo o movimento. O qquarteto começa com um uníssono em Ré, tocado em fortissimo, e um tripleto, que estabelece o motivo das tercinas. Três compassos e meios de fortissimo acabam num repentino pianissimo coral, o primeiro das muitas violentas mudanças de dinâmica recorrentes na obra. |
| Após a introdução, Schubert apresenta o primeiro tema: uma continuação do motivo coral, mas com os motivos em tripletos nas vozes baixas, num incessável e inquieto fluxo. |
| O motivo de tercinas se transmuta em um tema condutor de si mesmo, levando ao segundo tema em Fá maior. |
| A passagem em semicolcheias modula através de uma variedade de tons, até finalmente se decidir em Lá maior, onde continua como um acompanhamento para uma reafirmação do segundo tema no segundo violino. A exposição termina com uma transformação do segundo tema, desta vez transformando-se em uma violenta explosão em Lá menor. |
| O desenvolvimento concentra-se nas duas formas do segundo tema: a versão em ritmo tranquilo, e a violenta forma invertida. A seção oscila entre um relaxamento progressivo e fortissimo. Perto do fim do desenvolvimento, Schubert reintroduz o motivo tercina do primeiro tema, levando à recapitulação. |
| Aqui os temas da abertura retornam, com variantes. A música move-se para Ré maior, para uma recapitulação do segundo tema, em seguida, retorna para Ré menor. Um coral que lembra o da introdução leva à coda. Mas mesmo no coral, a tensão não se desfaz, com um súbito fortepiano interrompendo os trechos de calma. O tema de abertura retorna, tocado num tempo acelerado, como um súbito ressurgimento de vida, crescendo para o clímax que subitamente se rompe e o motivo tercina, tocado no tempo original mais lento, gradualmente desaparece até o fim do movimento . |

### Segundo movimento:Andante con moto

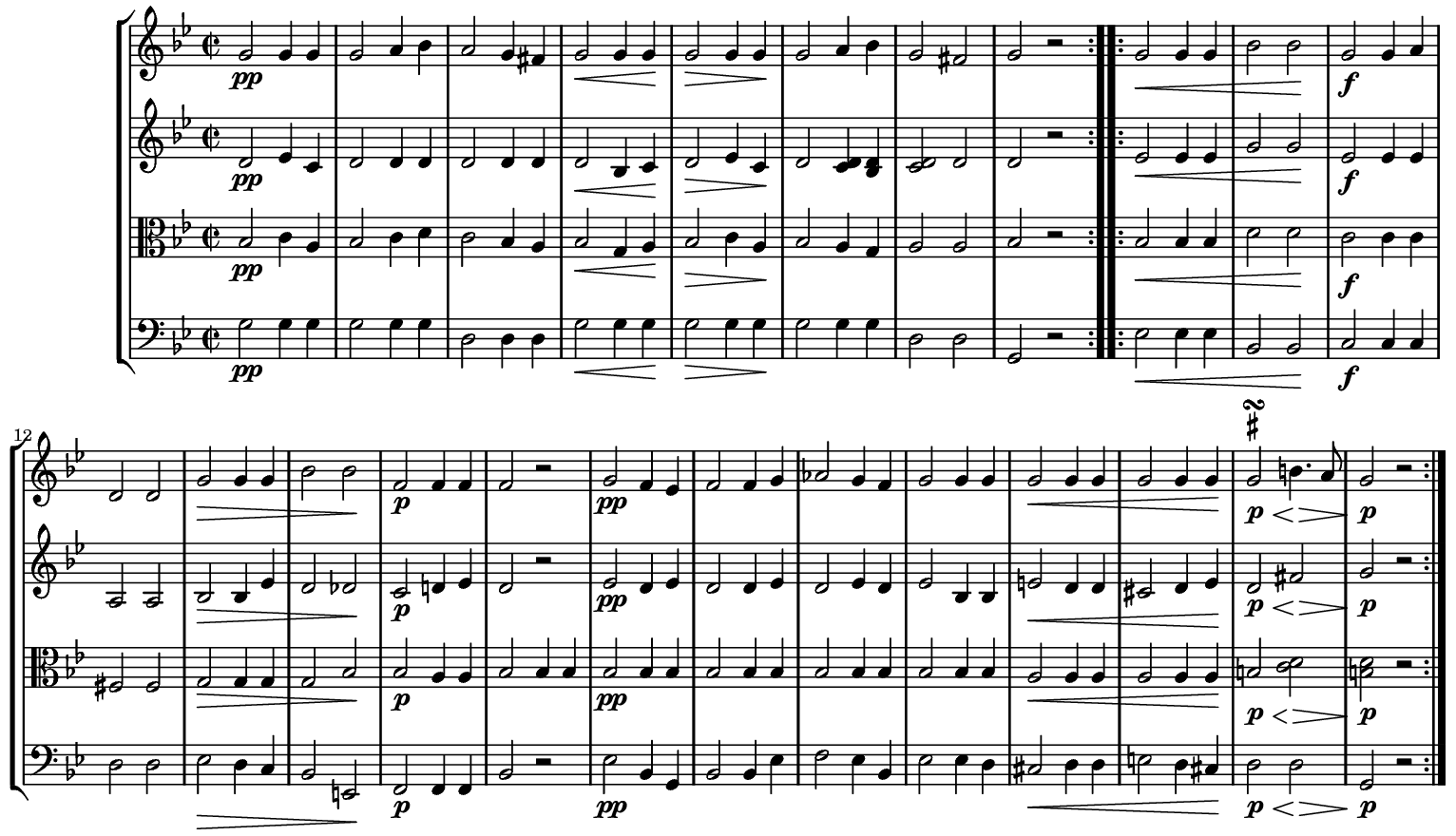
Início do segundo movimento, Andante con moto, famoso tema que dá título à obra

| O segundo movimento é um tema e cinco variações, baseado no Lied homônimo composto por Schubert vinte anos antes. O tema é similar a uma marcha fúnebre em Sol menor, terminando em um acorde em Sol maior. Por todo o movimento, Schubert não desvia da base harmônica e da estrutura da frase que compõe os 24 compassos de tema. Mas cada variação expressa uma profundamente diferente emoção. |
| Na primeira variação, um melodioso violino flutua sobre o tema, tocado em tercinas pulsantes no segundo violino e viola que recordam os tripletos do primeiro movimento. |
| Na segunda variação, o violoncelo leva o tema, com o primeiro violino fazendo o papel pulsante - desta vez em semicolcheias. |
| Após duas variações calmas, a terceira variação retorna ao sturm und drang característico de toda a peça: um fortissimo galopante rompe em um piano; o violino toca uma variante do tema em um registro mais alto, enquanto as vozes de dentro continuam o galope. |
| A quarta variação é novamente lírica, com a viola carregando a melodia debaixo de uma longa linha de tercinas no violino. Esta é a única variação em uma escala maior - Sol maior. |
| Na quinta variação, o segundo violino toma o tema, enquanto o primeiro violino o motivo em semicolcheias arpejadas, com o violoncelo tocando os tripletos no baixo. A variação cresce de pianissimo para fortissimo, então novamente decresce e diminui em ritmo, finalmente retornando para uma reafirmação do tema - desta vez em Sol maior.                                                     |

### Terceiro movimento:Scherzo Allegro molto
Walter Willson Cobbett descreve o terceiro movimento como a "dança do demônio violinista". Devido ao seu ritmo acelerado, um scherzo, e suas síncopes, é considerado uma expressão jocosa da morte. Como os outros movimentos, dramaticamente varia de fortissimo a pianissimo.
O scherzo é designado um minueto clássico: duas partes em tempo 3/4, repetidas, em ré menor, seguidos por uma contrastante seção trio em ré maior, em um tempo mais lento, e terminando com a recapitulação das linhas de abertura. A seção trio é a única pausa do envolvente ritmo de todo o quarteto: Uma típica melodia no estilo de Schubert, com o primeiro violino tocando uma melodia dançante acima da linha de melodia das vozes mais baixas.
O scherzo é um movimento curto, servindo de interlúdio para o frenético movimento final.

### Quarto movimento:Presto
O movimento finale do quarteto é uma tarantella em um formato rondó-sonata, em ré menor. A tarantella é uma rápida dança italiana em compasso 6/8, que, de acordo com a tradição, era um tratamento para as alucinações e convulsões causadas pela picada de uma aranha tarantula. Cobbett chama este movimento de "uma dança da morte"
O movimento é construído em seções. A primeira, seção principal, se repente entre os trechos das seções subsequentes.
| O movimento começa com a seção principal do rondó em uníssono, com o tema baseado em notas pontilhadas. O tema é tradicionalmente arcado na direção inversa a da arcada usual em passagens pontilhadas. Isto causa um efeito de movimento. |
| O tema desenvolve, caracteristicamente, com guinadas repentinas de vozes altas para tercinas suaves e, levando à segunda seção do rondó: um amplo, tema em estilo coral. Cobbett identifica este tema como uma citação de outra canção de Schubert, Der Erlkönig, sobre uma criança que morre nas mãos do rei da floresta. A criança aterrorizada recorre a seu pai por proteção, mas seu pai não vê o espírito, e ignora os apelos da criança até que a criança morre em seus braços. "Há um significado profundo no surgimento dessa frase", escreve Cobbett. O motivo coral continua, com um acompanhamento de trio que flui no primeiro violino que lembra a quarta variação do movimento andante. Isto leva a uma reafirmação do tema principal. |
| Aqui o motivo tercina da abertura do quarteto também reaparece, de forma disfarçada. Em seguida o coral repete o mesmo tema, levando à segunda afirmação da seção principal. |
| Na terceira seção do rondó começa. Esta é uma complexa, envolvente seção com variações cromáticas de tercinas e hemíolas que fazem o ouvinte perder a sensação deprimente. Isto leva a uma recapitulação da segunda seção, e depois um retorno da seção principal do rondó. |
| Um crescendo leva à coda Prestissimo do movimento e da peça. A coda começa em ré maior, sugerindo um final triunfante - uma técnica comum em quartetos clássicos e românticos. Mas nesse caso, a coda subitamente retorna a ré menor, para uma tumultuosa e trágica conclusão. |

## Críticas e recepção
Após a primeira leitura em 1826, o quarteto foi tocado novamente, em um concerto na casa do compositor Franz Lachner, com o violinista Ignaz Schuppanzigh conduzindo. Schuppanzigh, um dos principais violinistas do seu tempo, que estreou muitos dos quartetos de Beethoven e Schubert, ficou declaradamente desinteressado: "Irmão, isto não é nada, deixe-os bem sozinhos: mantenha-se às suas Lieder", disse Schuppanzigh ao já envelhecido  Schubert.
Não obstante às impressões de Schuppanzigh, o quarteto de Schubert logo ganhou um lugar de destaque nas salas de concerto e na opinião dos músicos. "Só a excelência de uma obra como o  Quarteto em ré menor de Schubert... pode de algum modo nos consolar da prematura e dolorosa morte deste primogênito de Beethoven; Em poucos anos ele alcançou e aperfeiçoou coisas como ninguém antes dele" escreveu Robert Schumann sobre o quarteto.
O quarteto foi honrado em diversas transcrições. em 1878, Robert Franz o transcreveu para dueto de piano, e em 1896 Gustav Mahler planejou um arranjo para orquestra de cordas e anotou os detalhes em uma partitura do quarteto (o trabalho nunca foi completado, entretanto, e somente o segundo movimento foi escrito escrito e tocado; O relançamento moderno do arranjo está em uma versão editada por David Matthews).
No século XX os compositores John Foulds, britânico, e Andy Stein, norte-americano, fizeram versões para orquestra sinfônica completa.
No funeral de estado de Fridtjof Nansen em 1930, "A Morte e a Donzela" foi executada em vez de discursos.
O quarteto também inspirou outras obras. A peça de Ariel Dorfman de 1991 Death and the Maiden, adaptada para o cinema em 1994 por Roman Polanski, sobre uma mulher torturada e estuprada em uma ditadura Sul-Americana, ao som do quarteto. Também apareceu como música incidental em diversos filmes: The Portrait of a Lady (Jane Campion, 1996), What? (Roman Polanski, 1972), Sherlock Holmes and the Case of the Silk Stocking (produção da BBC), na peça de rádio de Samuel Beckett, All That Fall (1962) e no espetáculo de dança "Nelken" (Cravos), de 1982, do Tanztheater Wuppertal Pina Bausch.
É considerada uma das obras-primas da música de câmara compostas por Schubert, junto a obras como, A Truta, o quarteto Rosamunde, o Octeto em Fá maior, quarteto em um único movimento Quartettsatz , o Trio Opus 100, o Quinteto de cordas em Sol maior, entre outras obras, sendo um dos mais bem reputados quartetos de cordas de toda a música.

## Gravações
Gravação do quarteto no Wikimedia Commons pelo Yorkside Quartet (Kensho e Kisho Watanabe, Violinos, Jonathan Bregman, Viola, Scott McCreary, Violoncelo) gravado numa execução na Universidade de Yale, 2008: